# Damian Kreichgauer

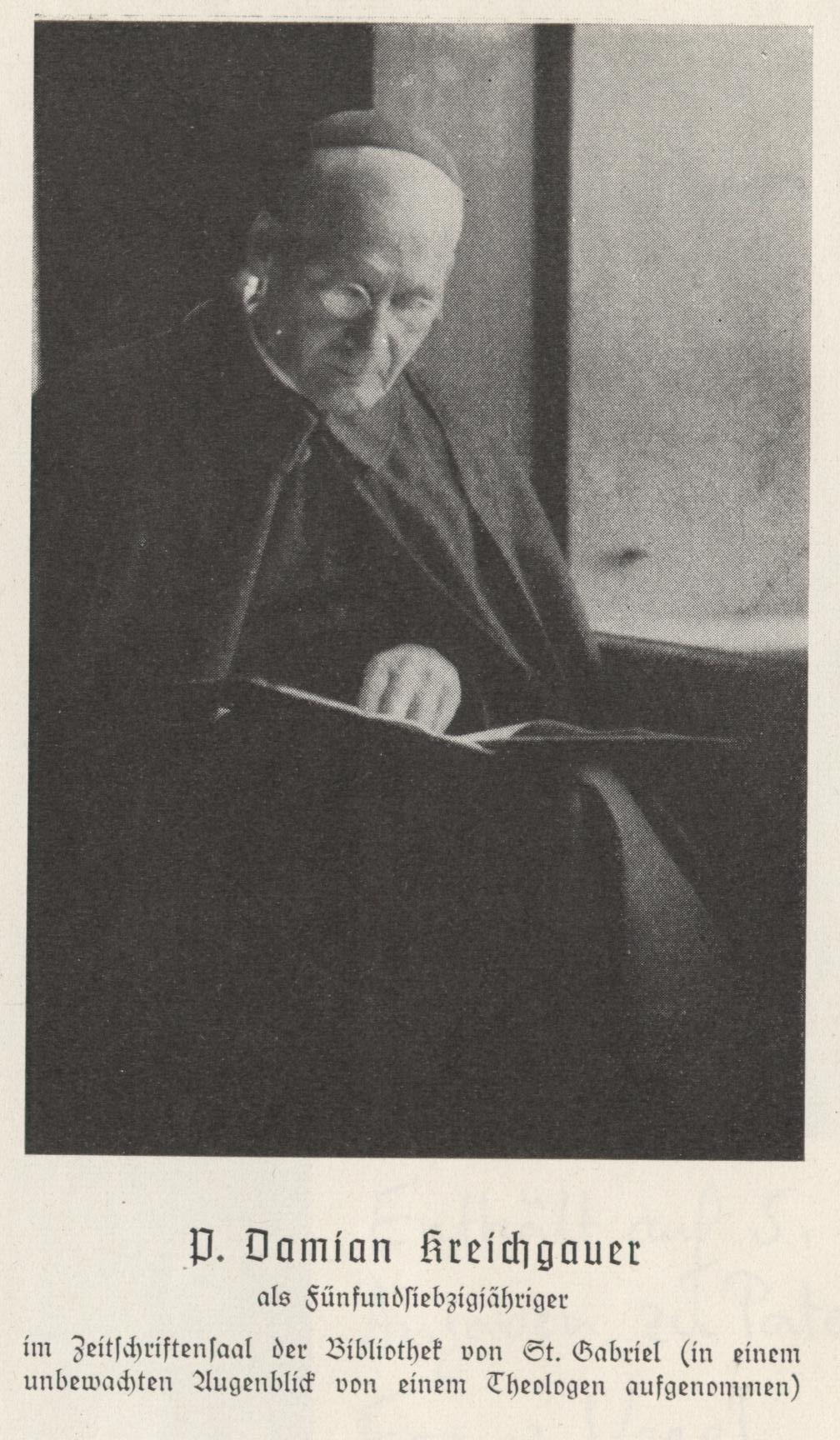
Pater Damian Kreichgauer SVD, 1934

Damian Kreichgauer SVD (* 1. Mai 1859 in Rockenhausen, Nordpfalz; † 10. März 1940 in Mödling bei Wien) war Priester aus der Diözese Speyer, Pater, Steyler Missionar, Geologe, Physiker, Kulturanthropologe und Ethnologe.

## Leben

### Jugend und Leben vor dem Ordenseintritt
Damian Kreichgauer wurde am 1. Mai 1859 als Sohn eines Gerichtssekretärs in Rockenhausen geboren. Nach einigen Jahren wurde der Vater nach Annweiler am Trifels versetzt, wohin die gesamte Familie übersiedelte. Der spätere Pater besuchte dort die Lateinschule, danach das Gymnasium in Speyer. Kreichgauer leistete beim 9. Bay. Infanterie-Regiment in Würzburg seinen Wehrdienst ab und studierte danach in Würzburg und München Naturwissenschaften mit dem Schwerpunkt Mathematik und Physik. 1885 schrieb er seine Doktorarbeit in Physik. Von 1886 bis Ende 1889 arbeitete er in Paris. Er nahm als Assistent der deutschen Kommission an einer internationalen Konferenz zur Festsetzung einheitlicher Maße und Gewichte teil. Dann holte ihn Hermann von Helmholtz, der führende Physiker der damaligen Zeit, an die Physikalisch-Technische Reichsanstalt. Die Jahre in Berlin als Assistent und Stellvertreter des Präsidenten Helmholtz bildeten einen Höhepunkt seiner wissenschaftlichen Laufbahn.

### Priester und Steyler Missionar
Trotz seines akademischen Talents besaß Kreichgauer eine Affinität zum Priestertum. Er nahm sich vor, Missionar zu werden. Der Franziskanerminorit Franz Vogel vermittelte ihn daraufhin an Arnold Janssen, den Gründer der Steyler Missionare. Kreichgauer trat am  25. Oktober 1892 zu St. Gabriel, Wien-Mödling, in den Orden ein. Dort empfing er am 7. Juli 1895 die Priesterweihe, aus der Hand von Eduard Angerer (1816–1898), Titularerzbischof von Selymbria und Weihbischof in Wien. Wegen seines fortgeschrittenen Alters wurde er nicht in der Mission eingesetzt, sondern er blieb zeitlebens als Lehrer (Professor, u. a. für Mineralogie und Geologie) in St. Gabriel. Janssen, der ebenfalls Naturwissenschaftler war, setzte sich dafür ein, seine Missionare in das Wissen der Zeit einzuführen. So mussten alle Studenten vor dem Theologiestudium einen zweijährigen naturwissenschaftlich-philosophischen Kurs absolvieren. Pater Kreichgauer unterrichtete sie in Mathematik, Physik und Chemie, aber auch in Ackerbau, Geologie, Astronomie und Meteorologie.

### Wissenschaftliche Arbeit
Neben seiner Lehrtätigkeit veröffentlichte er noch zahlreiche wissenschaftliche Schriften und Aufsätze. Sein erstes großes Werk Die Äquatorfrage in der Geologie (1902) behandelt die Verschiebungen der Erdkruste. Das Sechstagewerk aus dem Jahr 1906 behandelt den biblischen Schöpfungsbericht aus der Perspektive der Naturwissenschaften. Als Pater Wilhelm Schmidt die Zeitschrift Anthropos gründete, gewann er Kreichgauer, der sich gerade hauptsächlich mit Mexiko vor der spanischen Eroberung befasste, als Mitarbeiter.
1917 erschien Die Astronomie in der großen Wiener Handschrift aus Mexiko. Er versuchte darin, den Codex Vindobonensis Mexicanus 1 zu entziffern, stieß damit aber bei gelegentlicher Anerkennung wegen Fehlern und Willkürlichkeiten auf erhebliche Kritik und gilt jetzt als „völlig erfunden“. Kreichgauer wollte den Beweis dafür erbracht haben, dass die mexikanischen Astronomen schon vor der Erfindung des Fernrohres genauere Resultate erzielen konnten als zur selben Zeit ihre europäischen Kollegen, ein Beispiel für die „Irrwege der Forschung“ in der Kalenderastronomie. Eine vorgeschlagene Umbenennung der Handschrift in „Codex Kreichgauer“ setzte sich nicht durch.

### Seelsorgerische Tätigkeit
Als Seelsorger genoss Kreichgauer stets hohes Ansehen. Mit August von Sachsen-Coburg und Gotha, Enkel Kaiser Pedro II. von Brasilien und Eigentümer von Schloss Gerasdorf bei Wien, verband ihn eine Freundschaft. Dessen Cousin, Zar Ferdinand I., wählte Kreichgauer zum Urlaubsseelsorger und ließ seine Kinder von ihm zur Erstkommunion führen. Der Steyler Missionar blieb über viele Jahre hinweg der Zarenfamilie eng verbunden. Anton Josef Gruscha suchte ebenfalls seine Nähe, sodass Kreichgauer ihn 1909 nach Rom zur Kanonisation Klemens Maria Hofbauers begleitete. Kreichgauer pflegte Gruscha bis zu seinem Tod im Jahre 1911.

### Lebensabend und Tod
Ab 1931 lebte Kreichgauer im „Arnoldsheim“ zu Kaltenleutgeben im Wienerwald und lebte – laut Nachruf – „wie ein Eremit des Altertums, zwischen Gebet, Betrachtung und Studium“. Er starb am 10. März 1940 im Missionshaus St. Gabriel, Mödling bei Wien und wurde am 13. März durch den Wiener Erzbischof Kardinal Theodor Innitzer auf dem Klosterfriedhof der Steyler Missionare in St. Gabriel beigesetzt. Die Wissenschaft ehrte ihn durch Umbenennung des Wiener Codex. In seinem Geburtsort Rockenhausen ist eine Straße nach ihm benannt.

## Publikationen (Auswahl)
- 1902 „Die Äquatorfrage in der Geologie“ 394 S. Steyl, Missionsdruckerei
- 1908 „Das Sechstagewerk. Versuch einer naturwissenschaftlichen Würdigung des biblischen Schöpfungsberichtes“ 80 S. Steyl, Missionsdruckerei
- 1908 „Das Licht der Meteoritenschweife und der Sonnenkorona“. Natur und Offenbarung 54 (1908). S. 433–438.
- 1909 „Physikalische Geologie“ S. 25–72. 20. Dynamische Geologie S. 75–130. in: Himmel und Erde, II. Bd.: Unsere Erde. München, 1909, Allgemeine Verlagsgesellschaft
- 1912 Les mythologies et les Calendriers de l′ancien Mexique. Semaine d'Ethnologie religieuse II. Session. Louvain 1912. 1914 22
- 1914 „Das Symbol für „Kampf“ im alten Mexiko“. Anthropos 9 (1914) 381–391. 23
- 1914 „Über Sonnen- und Mondfinsternisse in der Dresdener Maya-Handschrift“. Anthropos 9 (1914) 1019. 1915
- 1915 „Die Astronomie des Kodex Nuttal. Ein Beitrag zur Kulturgeschichte Zentralamerikas“. Anthropos 10 (1915) 1–23
- 1915 „Kosmische Vorstellungen im Bilde prähistorischer Zeit“ (ill.). Anthropos 10 (1915) 272–274. 1916
- 1916 „Die Sternbilder im alten Mexiko“. Anthropos 11 (1916) 1080–1082. 1917
- 1917 „Die Astronomie in der großen Wiener Handschrift aus Mexiko“. Sitzungs-Berichte der Kais. Akademie der Wissenschaften. Wien, Phil. Hist. Klasse, Bd. 182, 5. Abhdlg. 52 S. Wien, 1917. Verlag Alfred Hölder
- 1917 „Die Klapptore am Rande der Erde in der altmexikanischen Mythologie und einige Beziehungen zur Alten Welt“. Anthropos 12 (1917) 272–312
- 1917 „Die Bilderschrift im alten Mexiko“. Die Kultur 18 (1917) 172–184
- 1917 „Studien zum aztekischen Codex Borbonicus, besonders über dessen Astronomie“ (ill.). Anthropos 12 (1917) 497–512
- 1917 „Stab und Besen im alten Mexiko“. Anthropos 12 (1917) 709–710. 1918
- 1918 „Medea im alten Mexiko“. Anthropos 13 (1918) 1115–1117. 1919
- 1920 „Kritisches zur Relativitätstheorie“. Kölnische Volkszeitung 1920, Nr. 838. (27. Oktober 1920)
- 1922 Mystères astronomico-religieux dans l'Amdrique Centrale. Semaine d'Ethn. rel. Ill, Sess.
- 1922 „Die ältesten Zeugnisse mexikanischer Kultur“. Festschrift Ed. Seler, herausgeg. v. W. Lehmann, 1922, S. 271–279
- 1924 „Die Technik der Naturvölker“. In: W. Schmidt und W. Koppers. Völker und Kulturen, S. 645–682, Regensburg, Habbel Verlag, 1924. (Der Mensch aller Zeiten, Bd. 111)
- 1925 „Die Religion der Griechen in ihrer Abhängigkeit von den mutterrechtlichen Kulturkreisen“. Jahrbuch des Missionshauses St. Gabriel. 1925, 106–152
- 1926 „Das Alter der Maya-Dokumente und der Kodizes“. Anthropos 21 (1926) 1025–1026
- 1928 „Neue Beziehungen zwischen Amerika und der Alten Welt“. Festschrift P. W. Schmidt 1928, herausgeg. von W. Koppers. S. 366–377.
- 1932 „Über die Maya-Chronologie“. Anthropos 27: 621–662